# 東京法律公務員専門学校
東京法律公務員専門学校（とうきょうほうりつこうむいんせんもんがっこう）は、学校法人立志舎が運営する専門学校。公務員を目指すコースのほか、司法試験や法科大学院進学を目指すコースがある。
旧司法試験において、1994年、2003年と、2人の合格者を輩出している。

## 沿革
- 1990年 - 設置認可。東京法律専門学校として開校
- 2021年 - 校名を東京法律公務員専門学校へ変更

## キャンパス
- 仙台校（仙台市青葉区）
- 錦糸町校（墨田区）
- 杉並校（杉並区）※2012年3月まで東京IT法律21。
- 名古屋校（名古屋市中村区）